# Benito Sarti
Pour les articles homonymes, voir Sarti.
Benito Sarti (né le 23 juillet 1936 à Padoue en Vénétie et mort le 4 février 2020) est un joueur international italien de football qui jouait en tant que défenseur.

## Biographie

### Club
Benito Sarti fait ses débuts professionnels en Serie A durant la saison 1955-56 avec le Calcio Padoue.
En 1957, il rejoint le club ligure de l'Unione Calcio Sampdoria puis, en 1959, il rejoint le Piémont dans le club turinois de la Juventus Football Club.
Il quitte les bianconeri en 1968 et met un terme à sa carrière après avoir fait une brève parenthèse à l'Associazione Sportiva Varèse 1910.
En Serie A, celui que l'on surnommait « Fionda con la testa bionda » (en français le lance-pierre à tête blonde) a en tout joué pas moins de 296 matchs et a inscrit un but.

### Sélection
Le 9 novembre 1958, Benito Sarti fait ses débuts en sélection nationale italienne à Paris, lors d'un match amical contre la France, match qui se termine sur un score nul 2-2.

## Palmarès
Juventus
- Championnat d'Italie (3) :
  - Champion : 1959-60, 1960-61 et 1966-67.
  - Vice-champion : 1962-63.

- Coupe d'Italie (3) :
  - Vainqueur : 1958-59, 1959-60 et 1964-65.

- Coupe des villes de foires :
  - Finaliste : 1964-65.